# Amegilla aurata
Amegilla aurata är en biart som först beskrevs av Heinrich Friese 1911.  Amegilla aurata ingår i släktet Amegilla och familjen långtungebin. Inga underarter finns listade i Catalogue of Life.